# ران بویل
ران بویل (انگلیسی: Ron Boyle؛ زادهٔ ۲۵ اوت ۱۹۴۷) دوچرخه‌سوار اهل استرالیا است. وی در بازی‌های المپیک تابستانی ۱۹۷۶ شرکت کرده است.